# Де Ванна, Лиза
Лиза де Ванна (англ. Lisa De Vanna; род. 14 ноября 1984, Перт) — австралийская футболистка, нападающая. Игрок сборной Австралии в 2004—2019 годах (в том числе в ранге капитана), обладательница Кубка Азии 2010 года и двукратный серебряный призёр Кубков Азии, двукратный член сборных всех звёзд чемпионатов мира, пятикратная чемпионка Австралии, лучший игрок года (2002/2003) по версии Футбольной федерации Австралии.

## Игровая карьера

### Выступления за сборную
Лиза де Ванна, родившаяся в 1984 году в Перте в смешанной португальско-итальянской семье, начала играть в футбол в раннем детстве. Уже к шести годам она могла жонглировать футбольным мячом. Она тренировалась вместе с мальчиками, быстро заявив о себе как о потенциальном таланте.
В составе сборной Австралии дебютировала в 2004 году в матче против команды Новой Зеландии, после чего выступила на Олимпийских играх в Афинах. Как вспоминала позже сама футболистка, над юной дебютанткой сборной взяла шефство тогдашний её капитан — Шерил Солсбери, и её мнение было единственным, с которым де Ванна была готова считаться. На Олимпиаде де Ванна отметилась одним голом, забив единственный мяч австралиек в проигранном четвертьфинале против сборной Швеции. Через три года на чемпионате мира она забила в ворота соперниц уже четыре мяча и помогла австралийской команде также дойти до четвертьфинала. По итогам сезона она была выдвинута на звание игрока года ФИФА среди женщин и признана спорстменкой года в Западной Австралии. В 2010 году завоевала с национальной командой Кубок Азии.
Непокорный характер нападающей создавал сложности в её взаимодействии с тренерами. Так, тренировавший её в молодёжной сборной Австралии Алистер Эдвардс описывал её как «избалованную», «капризную» и страдающую резкими перепадами настроения. Из-за своеволия де Ванны были проблематичными и её отношения с возглавлявшим сборную Томом Серманни, и в 2011 году он даже временно отчислил её из команды. По собственным словам нападающей, конфликт вызвало её неприятие непрофессиональной (по сравнению со сборной США, за которой она наблюдала, играя в NWSL) подготовкой игроков сборной.
В 2013 году де Ванна за красивую игру у ворот соперниц стала номинанткой на премию имени Пушкаша. Когда сборную Австралии возглавил Ален Стайчич, у неё сложились с новым тренером сложились хорошие рабочие отношения, несмотря на то, что во внутреннем первенстве они обычно представляли разные клубы (в том числе в 2010 году встретившись в финале, где победила команда де Ванны). С этим тренером она в составе сборной дошла до финала Кубка Азии 2014 года и четвертьфинала последующих чемпионата мира и Олимпийских игр (в последнем случае только в серии пенальти проиграв хозяйкам — команде Бразилии). При Стайчиче она получила повязку капитана сборной, а после его внезапной отставки за несколько месяцев до чемпионата мира 2019 года резко критиковала руководство национальной футбольной федерации.
С преемником Стайчича на посту главного тренера национальной команды Анте Миличичем нападающая почти не разговаривала. В 2020 году, во время периода самоизоляции в ходе пандемии COVID-19 он сообщил ей, что сборная больше не нуждается в её услугах. После прихода на этот пост Тони Густавссона тот дал понять де Ванне, что ждёт от неё хороших результатов в национальном первенстве, если она рассчитывает в её возрасте вернуться в сборную. Уже в начале нового сезона чемпионата Австралии она в мельбурнском дерби забила в ворота «Мельбурн Сити» гол, позже признанный лучшим голом года, и была включена в предварительный состав сборной, насчитывавший 30 игроков. Дальше этого дело, однако, не пошло: Густавссон, посчитав, что возрастная нападающая недостаточно возвращается в оборону, не нашёл для неё места в составе команды в цикле товарищеских матчей. Таким образом, ей не хватило двух игр, чтобы побить рекорд Шерил Солсбери по количеству выступлений за сборную — футбольную карьеру она завершила со 150 матчами и 47 голами за национальную команду. Последний показатель оставался рекордом сборной, пока его в ходе олимпийского сезона не побила Сэм Керр.
Дважды включалась в состав сборной всех звёзд турнира на чемпионатах мира.

### Клубная карьера
Коллега де Ванны по сборной Австралии Хезер Гарриок в шутку заявила, что та сменила «англ. more clubs than Tiger Woods» (игра слов — club может означать как клуб, так и клюшку для гольфа). За «Перт Глори», представляющий её родной город, де Ванна выступала в сезонах 2008/2009 и 2012/2013. В третий раз она подписала годичный контракт с «Пертом» в 2021 году, когда отказалась от намерения расстаться с футболом после отчисления из сборной. Среди других австралийских клубов нападающей были «Брисбен Роар», «Сидней» и два мельбурнских клуба — «Виктори» и «Сити». Она также выступала за рубежом, представляя клубы «Скай Блю», «Орландо Прайд» и «Вашингтон Спирит» в Национальной женской футбольной лиге (США), «Фиорентину» в первенстве Италии и АИК и «Линчёпинг» в чемпионате Швеции.
В общей сложности де Ванна становилась чемпионкой Австралии пять раз с четырьмя разными клубами, последний титул завоевав в сезоне 2020/2021 (титулы завоёвывала в сезоне 2010/2011 с «Брисбеном», в 2013/2014 и 2020/2021 с «Мельбурн Виктори», в 2015/2016 с «Мельбурн Сити» и в 2018/2019 с «Сиднеем»; была также победительницей регулярного сезона первенства в сезоне 2015/2016). В сезоне 2002/2003 она стала обладательницей медали Джули Долан — награды самому ценному игроку высшего дивизиона австралийского женского футбола. Однако в отсутствие достойной оплаты профессиональных футболисток в Австралии де Ванне на протяжении значительной части карьеры приходилось совмещать выступления в сборной и местных клубах с работой на автозаправке.